# Нинурта-Тукульти-Ашшур
Нинурта-Тукульти-Ашшур — царь Ассирии приблизительно в 1134 году до н. э. Сын Ашшур-дана I.
После непродолжительной борьбы, Нинурта-Тукульти-Ашшур уступил престол своему брату Мутаккиль-Нуску и был сослан в Вавилонию. Во время его царствования в Вавилон была возвращена священная статуя Мардука, вывезенная Тукульти-Нинуртой I в 1223 году до н. э.